# The Lord of Steel
The Lord of Steel е единадесетия студиен албум на хевиметъл групата Manowar. Първоначално е пуснат за даунлоуд рзпостранение на 16 юни 2012. И след това на 26 юни 2012 г. се разпостранява предварително с ограниченото специално издание на британското хевиметъл списание Метъл Хамър.
Албума бележи промяна на стила на групата, като се отдалечава от симфоничния звук на Gods Of War и се завръща към стила на Louder Than Hell, като качеството на продукцията е близо до издадения през 2009 г. Thunder In The Sky. Песента El Gringo е използвана във филма със същото име, El Gringo, създаден от Dark Action Film.

## Списък на песните
Всички песни са написани от Джоуи ДеМайо, освен където е отбелязано
1. The Lord of Steel – 4:07
2. Manowarriors – 4:46
3. Born in a Grave (ДеМайо, Карл Логан) – 5:47
4. Righteous Glory (ДеМайо, Логан) – 6:10
5. Touch the Sky – 3:49
6. Black List – 6:58
7. Expendable – 3:10
8. El Gringo – 4:57
9. Annihilation – 4:00
10. Hail Kill and Die – 3:56

## Състав
- Ерик Адамс – вокали
- Карл Логан – китара
- Джоуи Демайо – бас китара
- Дони Хамзик – барабани